# Alexander Rodenbach
Pieter Alexander Rodenbach (Roeselare, 28 september 1786 - Rumbeke, 17 augustus 1869), 'de blinde Rodenbach' genoemd, was volksvertegenwoordiger, burgemeester van Rumbeke en brouwer.

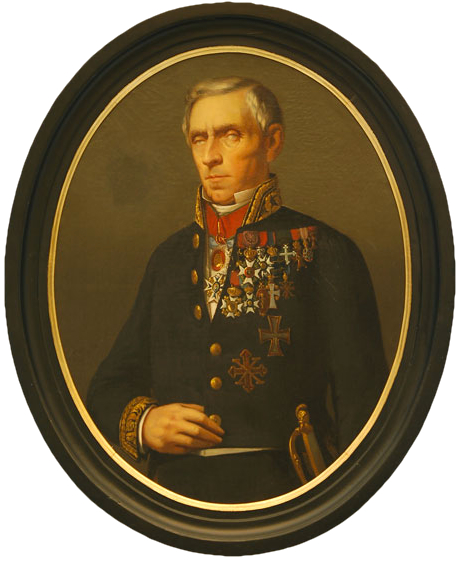
Alexander Rodenbach

## Levensloop
In 1749 kwam de Duitse legerarts Ferdinand Rodenbach (Andernach aan de Rijn, 1714 – Roeselare, 1783) zich in Roeselare vestigen, nadat hij met Johanna Vandenbossche uit Wakken getrouwd was. Het gezin had vier kinderen, onder wie Pieter Ferdinand Rodenbach (1759-1820), die zijn vader opvolgde als chirurgijn, maar in de Franse tijd ook jeneverstoker werd en tevens adjunct-burgemeester van Roeselare. Hij trouwde met Anna Degeest en ze hadden zes zoons en een dochter. De zoons Ferdinand (1783-1841), Alexander, Constantin (1791-1846) en Pedro (1794-1848) zouden een grotere of kleinere rol spelen in de plaatselijke en nationale politiek.
Alexander Rodenbach was elf toen hij door blindheid werd getroffen. Vergeefs werd hij door de beste oogartsen behandeld. Hij zette zijn studies verder aan het Musée des aveugles, de blindenschool van Valentin Haüy in Parijs. Vanaf 1805 was hij weer in Roeselare. In 1809 bood hij zich aan om als leraar Haüy's onderwijsmethode in te voeren in het in 1808 gestichte blindeninstituut in Amsterdam. Hij werd niet aangenomen, omdat hij niet voldeed aan de eisen die in het toelatingsexamen gesteld werden. Zijn Vlaamse tongval maar vooral zijn katholieke gezindheid stuitten op tegenstand bij de directie, die al iemand anders op het oog had. De ontgoocheling van Alexander vormde de basis voor zijn antipathie tegenover de Nederlanders.
Het was vanaf 1810 dat hij zich in familieverband voor de stokerijactiviteiten van zijn vader ging interesseren. In 1820 kocht hij, samen met zijn broers Pedro en Ferdinand en zijn zus Amelia en haar man een kleine brouwerij, waarvoor ze een vennootschap oprichtten. Dit bracht hem tot het bekritiseren van het fiscale overheidsbeleid, dat hij strijdig vond met zijn handelsbelangen. Zo werd hij een opposant van het Verenigd Koninkrijk der Nederlanden en vanaf 1828 begon hij op te komen voor pers-, taal- en onderwijsvrijheid. Samen met zijn broer Constantin en met Désiré de Haerne speelde hij een voortrekkersrol in de petitiebeweging. Hij publiceerde ook artikels in Le Catholique des Pays-Bas.

## Nationaal Congres

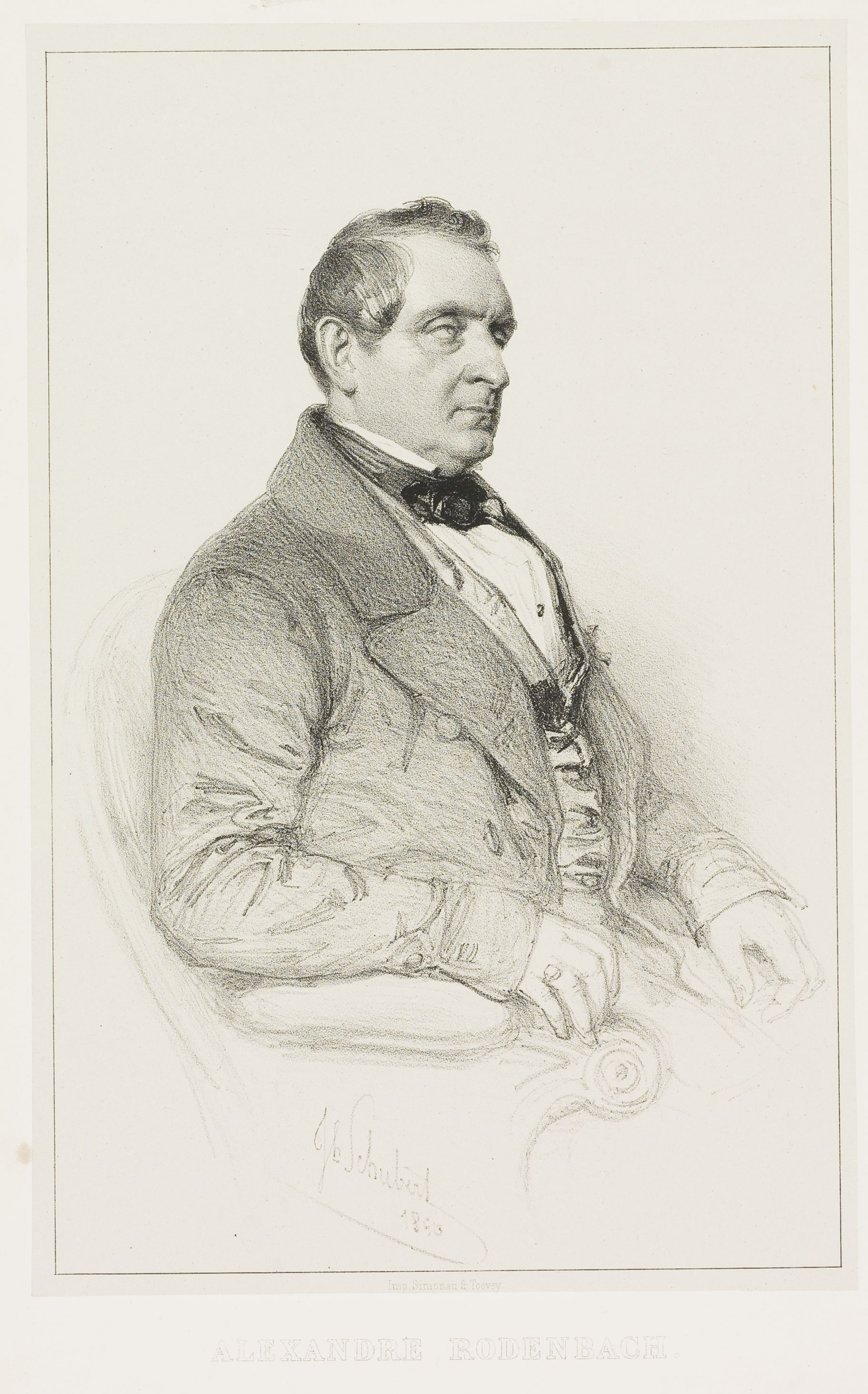
Alexander Rodenbach

Bij de strijd voor de onafhankelijkheid van België speelde hij een actieve rol in West-Vlaanderen. Hij werd verkozen tot gemeenteraadslid van Roeselare en tot lid van het Nationaal Congres. Met zijn 90 tussenkomsten in openbare zitting was hij een van de meest actieve leden van het Nationaal Congres. Hij stemde uiteraard voor de onafhankelijkheid en tevens voor de eeuwige uitsluiting van de Nassaus. Bij de eerste stemmingen voor een koning, was zijn kandidaat de hertog van Leuchtenberg. In tegenstelling tot zijn broer en net als de Haerne gaf hij zijn stem niet aan Leopold (hij onthield zich) en stemde hij tegen het Verdrag der XVIII artikelen. Maar toen de koning in 1831 zijn eed van trouw aflegde, stond Alexander Rodenbach naast hem.
In 1831 werd hij voor het arrondissement Roeselare verkozen in de Kamer van volksvertegenwoordigers, waar hij bleef zetelen tot in 1868. Als parlementslid vertegenwoordigde hij de Katholieke Partij. Hij legde een grote activiteit aan de dag en bekommerde zich om talrijke aangelegenheden. De economische ontwikkeling in Oost- en West-Vlaanderen was zijn voornaamste aandachtspunt.
In 1844 werd hij burgemeester van Rumbeke, ambt dat hij tot aan zijn dood vervulde. Hij zorgde er voor een spoorwegstation, een bibliotheek, een ziekenhuis, een nieuwe gemeenteschool en modernisering van het wegennet. Van hem staat een standbeeld in de schaduw van de Sint-Petrus en Pauluskerk (Mgr. De Haernestraat).

## Taalstrijd
Hoewel hij zelf maar gebrekkig Nederlands sprak, begon Rodenbach zich vanaf 1840 als taalflamingant te manifesteren. Hij protesteerde tegen de toenemende verfransing in Vlaanderen, stemde voor de vernederlandsing van het onderwijs in de athenea en steunde de toekenning van overheidstoelagen voor letterkundige geschriften in het Nederlands.
In zijn gemeente Rumbeke richtte hij mee de letterkundige vereniging De Vriendschap op. In 1853 werd hij erevoorzitter van de lettergilde De Vereenigde Vrienden.
Zijn kleinneef Albrecht zou binnen de familie de traditie van Vlaamsgezindheid verder zetten.

## Kanaal Roeselare-Leie
Als burgemeester van Rumbeke en volksvertegenwoordiger ijverde hij succesvol voor het graven van het kanaal Roeselare-Leie. De waterweg, die pas na zijn dood in 1872 voltooid was, bracht werkgelegenheid naar Roeselare. De kop van de vaart, zoals het begin wordt genoemd, is nog steeds gekenmerkt door bloeiende industrie, voornamelijk geconcentreerd op veevoeders. Ook in Izegem kwam zich industrie langs de vaart vestigen.

## Brouwerij Rodenbach
Alexander bleef actief in de familiale brouwerij tot aan de ontbinding in 1836 van de samen opgerichte vennootschap.
De opvolging werd genomen door de echtgenote van zijn broer Pedro, Regina Wauters. Zij maakte (samen met haar zoon Edward Rodenbach) van de brouwerij een bedrijf met de uitstraling die het tot in de 21ste eeuw heeft behouden.
Ter gelegenheid van de 200ste verjaardag van zijn geboorte bracht de brouwerij het bier Alexander uit. 

## Blijvende herinneringen
Naast het bier Alexander zijn er nog enkele herinneringen aan Alexander Rodenbach levendig. Zijn woonhuis in Rumbeke, 't Bloemendael, werd de thuisbasis van het weeshuis van Moeder Ida, later overgenomen door Onze Kinderen van Jozef Camerlynck en Simonne Vanneste. De straat waar hij woonde, werd de A. Rodenbachstraat genoemd en heet sedert de gemeentefusies van 1977 de Blinde-Rodenbachstraat. Er is een standbeeld van Alexander Rodenbach in de Mgr. De Haernestraat in Rumbeke.
Tijdens het erfgoedproject 'Het talent van Roeselare' van de stad Roeselare in 2013 werd Alexander Rodenbach als tiende verkozen in de top 100 van 'Hét talent van Roeselare' of 'de grootste Roeselarenaars' aller tijden.

## Publicaties
- Lettres sur les aveugles faisant suite à celle de Diderot, ou considérations sur leur état moral, 1828
- Coup d'oeil d'un aveugle sur les sourds-muets, 1829
- Les aveugles et les sourds-muets, 1858
- Réponse de M. Alexandre Rodenbach à M. le chanoine Carton sur son indélicatesse littéraire, 1858
- Artikels van Alexandre Rodenbach verschenen in Le Catholique des Pays-Bas, Journal de Gand, Messager des sciences et des arts
- Zijn talrijke parlementaire tussenkomsten zijn terug te vinden in de Parlementaire Handelingen.